# Список астероїдів (11701—11800)
| Назва                                  | Тимчасове позначення | Дата відкриття   | Місце відкриття             | Відкривач                                              |
| -------------------------------------- | -------------------- | ---------------- | --------------------------- | ------------------------------------------------------ |
| (11701) 1998 FY116                     | 1998 FY116           | 31 березня 1998  | Сокорро (Нью-Мексико)       | LINEAR                                                 |
| 11702 Міфішер (Mifischer)              | 1998 FE117           | 31 березня 1998  | Сокорро (Нью-Мексико)       | LINEAR                                                 |
| 11703 Ґлассмен (Glassman)              | 1998 FL121           | 20 березня 1998  | Сокорро (Нью-Мексико)       | LINEAR                                                 |
| 11704 Ґорін (Gorin)                    | 1998 FZ130           | 22 березня 1998  | Сокорро (Нью-Мексико)       | LINEAR                                                 |
| (11705) 1998 GN7                       | 1998 GN7             | 2 квітня 1998    | Сокорро (Нью-Мексико)       | LINEAR                                                 |
| 11706 Рієка (Rijeka)                   | 1998 HV4             | 20 квітня 1998   | Вішнянська обсерваторія     | Корадо Корлевіч, Маріно Дусік                          |
| 11707 Ґріґері (Grigery)                | 1998 HW17            | 18 квітня 1998   | Сокорро (Нью-Мексико)       | LINEAR                                                 |
| (11708) 1998 HT19                      | 1998 HT19            | 18 квітня 1998   | Сокорро (Нью-Мексико)       | LINEAR                                                 |
| 11709 Евдокс (Eudoxos)                 | 1998 HF20            | 27 квітня 1998   | Прескоттська обсерваторія   | Пол Комба                                              |
| 11710 Наталіхейл (Nataliehale)         | 1998 HS34            | 20 квітня 1998   | Сокорро (Нью-Мексико)       | LINEAR                                                 |
| 11711 Уркіса (Urquiza)                 | 1998 HV50            | 25 квітня 1998   | Станція Андерсон-Меса       | LONEOS                                                 |
| 11712 Кемкук (Kemcook)                 | 1998 HB51            | 25 квітня 1998   | Станція Андерсон-Меса       | LONEOS                                                 |
| 11713 Стаббс (Stubbs)                  | 1998 HG51            | 25 квітня 1998   | Станція Андерсон-Меса       | LONEOS                                                 |
| 11714 Майкбраун (Mikebrown)            | 1998 HQ51            | 28 квітня 1998   | Станція Андерсон-Меса       | LONEOS                                                 |
| 11715 Гарперкларк (Harperclark)        | 1998 HA75            | 21 квітня 1998   | Сокорро (Нью-Мексико)       | LINEAR                                                 |
| 11716 Амахартман (Amahartman)          | 1998 HY79            | 21 квітня 1998   | Сокорро (Нью-Мексико)       | LINEAR                                                 |
| (11717) 1998 HU94                      | 1998 HU94            | 21 квітня 1998   | Сокорро (Нью-Мексико)       | LINEAR                                                 |
| 11718 Хеворд (Hayward)                 | 1998 HD95            | 21 квітня 1998   | Сокорро (Нью-Мексико)       | LINEAR                                                 |
| 11719 Гіклен (Hicklen)                 | 1998 HT98            | 21 квітня 1998   | Сокорро (Нью-Мексико)       | LINEAR                                                 |
| 11720 Городиський (Horodyskyj)         | 1998 HZ99            | 21 квітня 1998   | Сокорро (Нью-Мексико)       | LINEAR                                                 |
| (11721) 1998 HE100                     | 1998 HE100           | 21 квітня 1998   | Сокорро (Нью-Мексико)       | LINEAR                                                 |
| (11722) 1998 HR115                     | 1998 HR115           | 23 квітня 1998   | Сокорро (Нью-Мексико)       | LINEAR                                                 |
| (11723) 1998 HT125                     | 1998 HT125           | 23 квітня 1998   | Сокорро (Нью-Мексико)       | LINEAR                                                 |
| 11724 Рональдхсу (Ronaldhsu)           | 1998 HH146           | 21 квітня 1998   | Сокорро (Нью-Мексико)       | LINEAR                                                 |
| 11725 Вікторіяхсу (Victoriahsu)        | 1998 HM146           | 21 квітня 1998   | Сокорро (Нью-Мексико)       | LINEAR                                                 |
| 11726 Едґертон (Edgerton)              | 1998 JA              | 1 травня 1998    | Обсерваторія Лайм-Крік      | Роберт Ліндергольм                                     |
| 11727 Світ (Sweet)                     | 1998 JM1             | 1 травня 1998    | Обсерваторія Галеакала      | NEAT                                                   |
| 11728 Ейнер (Einer)                    | 1998 JC2             | 1 травня 1998    | Обсерваторія Галеакала      | NEAT                                                   |
| (11729) 1998 KD22                      | 1998 KD22            | 22 травня 1998   | Сокорро (Нью-Мексико)       | LINEAR                                                 |
| 11730 Яньхуа (Yanhua)                  | 1998 KO31            | 22 травня 1998   | Сокорро (Нью-Мексико)       | LINEAR                                                 |
| (11731) 1998 KF47                      | 1998 KF47            | 22 травня 1998   | Сокорро (Нью-Мексико)       | LINEAR                                                 |
| (11732) 1998 KX48                      | 1998 KX48            | 23 травня 1998   | Сокорро (Нью-Мексико)       | LINEAR                                                 |
| (11733) 1998 KJ52                      | 1998 KJ52            | 23 травня 1998   | Сокорро (Нью-Мексико)       | LINEAR                                                 |
| (11734) 1998 KM55                      | 1998 KM55            | 23 травня 1998   | Сокорро (Нью-Мексико)       | LINEAR                                                 |
| (11735) 1998 KN56                      | 1998 KN56            | 22 травня 1998   | Сокорро (Нью-Мексико)       | LINEAR                                                 |
| 11736 Вікторфішл (Viktorfischl)        | 1998 QS1             | 19 серпня 1998   | Обсерваторія Ондржейов      | Ленка Коткова                                          |
| (11737) 1998 QL24                      | 1998 QL24            | 17 серпня 1998   | Сокорро (Нью-Мексико)       | LINEAR                                                 |
| (11738) 1998 RK72                      | 1998 RK72            | 14 вересня 1998  | Сокорро (Нью-Мексико)       | LINEAR                                                 |
| 11739 Батон Руж (Baton Rouge)          | 1998 SG27            | 25 вересня 1998  | Обсерваторія Батон-Руж      | Волтер Куні, [[ ]], Метью Кольє                        |
| 11740 Джорджсміт (Georgesmith)         | 1998 UK6             | 22 жовтня 1998   | Коссоль                     | ODAS                                                   |
| (11741) 1999 AZ3                       | 1999 AZ3             | 10 січня 1999    | Обсерваторія Оїдзумі        | Такао Кобаяші                                          |
| (11742) 1999 JZ5                       | 1999 JZ5             | 7 травня 1999    | Обсерваторія Наті-Кацуура   | Йошісада Шімідзу, Такеші Урата                         |
| 11743 Яховскі (Jachowski)              | 1999 JP130           | 13 травня 1999   | Сокорро (Нью-Мексико)       | LINEAR                                                 |
| (11744) 1999 NQ2                       | 1999 NQ2             | 9 липня 1999     | Обсерваторія Ніхондайра     | Такеші Урата                                           |
| (11745) 1999 NH3                       | 1999 NH3             | 13 липня 1999    | Сокорро (Нью-Мексико)       | LINEAR                                                 |
| 11746 Томянсен (Thomjansen)            | 1999 NG4             | 13 липня 1999    | Сокорро (Нью-Мексико)       | LINEAR                                                 |
| (11747) 1999 NQ9                       | 1999 NQ9             | 13 липня 1999    | Сокорро (Нью-Мексико)       | LINEAR                                                 |
| (11748) 1999 NT10                      | 1999 NT10            | 13 липня 1999    | Сокорро (Нью-Мексико)       | LINEAR                                                 |
| (11749) 1999 NZ10                      | 1999 NZ10            | 13 липня 1999    | Сокорро (Нью-Мексико)       | LINEAR                                                 |
| (11750) 1999 NM33                      | 1999 NM33            | 14 липня 1999    | Сокорро (Нью-Мексико)       | LINEAR                                                 |
| (11751) 1999 NK37                      | 1999 NK37            | 14 липня 1999    | Сокорро (Нью-Мексико)       | LINEAR                                                 |
| (11752) 1999 OU3                       | 1999 OU3             | 23 липня 1999    | Обсерваторія Наніо          | Томімару Окуні                                         |
| 11753 Джеффбурбідж (Geoffburbidge)     | 2064 P-L             | 24 вересня 1960  | Паломарська обсерваторія    | К. Й. ван Гаутен, І. ван Гаутен-Ґроневельд, Т. Герельс |
| 11754 Гербіг (Herbig)                  | 2560 P-L             | 24 вересня 1960  | Паломарська обсерваторія    | К. Й. ван Гаутен, І. ван Гаутен-Ґроневельд, Т. Герельс |
| 11755 Пачинський (Paczynski)           | 2691 P-L             | 24 вересня 1960  | Паломарська обсерваторія    | К. Й. ван Гаутен, І. ван Гаутен-Ґроневельд, Т. Герельс |
| 11756 Джинпаркер (Geneparker)          | 2779 P-L             | 24 вересня 1960  | Паломарська обсерваторія    | К. Й. ван Гаутен, І. ван Гаутен-Ґроневельд, Т. Герельс |
| 11757 Солпітер (Salpeter)              | 2799 P-L             | 24 вересня 1960  | Паломарська обсерваторія    | К. Й. ван Гаутен, І. ван Гаутен-Ґроневельд, Т. Герельс |
| 11758 Сарджент (Sargent)               | 4035 P-L             | 24 вересня 1960  | Паломарська обсерваторія    | К. Й. ван Гаутен, І. ван Гаутен-Ґроневельд, Т. Герельс |
| 11759 Сюняєв (Sunyaev)                 | 4075 P-L             | 24 вересня 1960  | Паломарська обсерваторія    | К. Й. ван Гаутен, І. ван Гаутен-Ґроневельд, Т. Герельс |
| 11760 Овер (Auwers)                    | 4090 P-L             | 24 вересня 1960  | Паломарська обсерваторія    | К. Й. ван Гаутен, І. ван Гаутен-Ґроневельд, Т. Герельс |
| 11761 Девідґілл (Davidgill)            | 4868 P-L             | 24 вересня 1960  | Паломарська обсерваторія    | К. Й. ван Гаутен, І. ван Гаутен-Ґроневельд, Т. Герельс |
| 11762 Фоґель (Vogel)                   | 6044 P-L             | 24 вересня 1960  | Паломарська обсерваторія    | К. Й. ван Гаутен, І. ван Гаутен-Ґроневельд, Т. Герельс |
| 11763 Деландр (Deslandres)             | 6303 P-L             | 24 вересня 1960  | Паломарська обсерваторія    | К. Й. ван Гаутен, І. ван Гаутен-Ґроневельд, Т. Герельс |
| 11764 Бенбайо (Benbaillaud)            | 6531 P-L             | 24 вересня 1960  | Паломарська обсерваторія    | К. Й. ван Гаутен, І. ван Гаутен-Ґроневельд, Т. Герельс |
| 11765 Альфредфавлер (Alfredfowler)     | 9057 P-L             | 17 жовтня 1960   | Паломарська обсерваторія    | К. Й. ван Гаутен, І. ван Гаутен-Ґроневельд, Т. Герельс |
| 11766 Фредсірс (Fredseares)            | 9073 P-L             | 17 жовтня 1960   | Паломарська обсерваторія    | К. Й. ван Гаутен, І. ван Гаутен-Ґроневельд, Т. Герельс |
| 11767 Мілн (Milne)                     | 3224 T-1             | 26 березня 1971  | Паломарська обсерваторія    | К. Й. ван Гаутен, І. ван Гаутен-Ґроневельд, Т. Герельс |
| 11768 Меррілл (Merrill)                | 4107 T-1             | 26 березня 1971  | Паломарська обсерваторія    | К. Й. ван Гаутен, І. ван Гаутен-Ґроневельд, Т. Герельс |
| 11769 Алфредджой (Alfredjoy)           | 2199 T-2             | 29 вересня 1973  | Паломарська обсерваторія    | К. Й. ван Гаутен, І. ван Гаутен-Ґроневельд, Т. Герельс |
| 11770 Рудомінковскі (Rudominkowski)    | 3163 T-2             | 30 вересня 1973  | Паломарська обсерваторія    | К. Й. ван Гаутен, І. ван Гаутен-Ґроневельд, Т. Герельс |
| 11771 Маештлін (Maestlin)              | 4136 T-2             | 29 вересня 1973  | Паломарська обсерваторія    | К. Й. ван Гаутен, І. ван Гаутен-Ґроневельд, Т. Герельс |
| 11772 Джейкоблемер (Jacoblemaire)      | 4210 T-2             | 29 вересня 1973  | Паломарська обсерваторія    | К. Й. ван Гаутен, І. ван Гаутен-Ґроневельд, Т. Герельс |
| 11773 Схаутен (Schouten)               | 1021 T-3             | 17 жовтня 1977   | Паломарська обсерваторія    | К. Й. ван Гаутен, І. ван Гаутен-Ґроневельд, Т. Герельс |
| 11774 Джерн (Jerne)                    | 1128 T-3             | 17 жовтня 1977   | Паломарська обсерваторія    | К. Й. ван Гаутен, І. ван Гаутен-Ґроневельд, Т. Герельс |
| 11775 Келер (Kohler)                   | 3224 T-3             | 16 жовтня 1977   | Паломарська обсерваторія    | К. Й. ван Гаутен, І. ван Гаутен-Ґроневельд, Т. Герельс |
| 11776 Мільштейн (Milstein)             | 3460 T-3             | 16 жовтня 1977   | Паломарська обсерваторія    | К. Й. ван Гаутен, І. ван Гаутен-Ґроневельд, Т. Герельс |
| 11777 Харгрейв (Hargrave)              | 3526 T-3             | 16 жовтня 1977   | Паломарська обсерваторія    | К. Й. ван Гаутен, І. ван Гаутен-Ґроневельд, Т. Герельс |
| 11778 Кінгсфорд Сміт (Kingsford Smith) | 4102 T-3             | 16 жовтня 1977   | Паломарська обсерваторія    | К. Й. ван Гаутен, І. ван Гаутен-Ґроневельд, Т. Герельс |
| 11779 Церніке (Zernike)                | 4197 T-3             | 16 жовтня 1977   | Паломарська обсерваторія    | К. Й. ван Гаутен, І. ван Гаутен-Ґроневельд, Т. Герельс |
| (11780) 1942 TB                        | 1942 TB              | 3 жовтня 1942    | Турку                       | Люсі Отерма                                            |
| 11781 Алексробертс (Alexroberts)       | 1966 PL              | 7 серпня 1966    | Обсерваторія Бойдена        | Обсерваторія Бойдена                                   |
| 11782 Ніколайіванов (Nikolajivanov)    | 1969 TT1             | 8 жовтня 1969    | КрАО                        | Черних Людмила Іванівна                                |
| (11783) 1971 UN1                       | 1971 UN1             | 26 жовтня 1971   | Гамбурзька обсерваторія     | Любош Когоутек                                         |
| (11784) 1971 UT1                       | 1971 UT1             | 26 жовтня 1971   | Гамбурзька обсерваторія     | Любош Когоутек                                         |
| 11785 Мігаік (Migaic)                  | 1973 AW3             | 2 січня 1973     | КрАО                        | Черних Микола Степанович                               |
| 11786 Бакхчиванджі (Bakhchivandji)     | 1977 QW              | 19 серпня 1977   | КрАО                        | Микола Черних                                          |
| 11787 Бауманка (Baumanka)              | 1977 QF1             | 19 серпня 1977   | КрАО                        | Микола Черних                                          |
| 11788 Научний (Nauchnyj)               | 1977 QN2             | 21 серпня 1977   | КрАО                        | Черних Микола Степанович                               |
| 11789 Кемповскі (Kempowski)            | 1977 RK              | 5 вересня 1977   | Обсерваторія Ла-Сілья       | Ганс-Еміль Шустер                                      |
| 11790 Ґуде (Goode)                     | 1978 RU              | 1 вересня 1978   | КрАО                        | Черних Микола Степанович                               |
| 11791 Софіяварзар (Sofiyavarzar)       | 1978 SH7             | 26 вересня 1978  | КрАО                        | Журавльова Людмила Василівна                           |
| 11792 Сидоровський (Sidorovsky)        | 1978 SX7             | 26 вересня 1978  | КрАО                        | Журавльова Людмила Василівна                           |
| 11793 Чуйковія (Chujkovia)             | 1978 TH7             | 2 жовтня 1978    | КрАО                        | Журавльова Людмила Василівна                           |
| (11794) 1978 VW8                       | 1978 VW8             | 7 листопада 1978 | Паломарська обсерваторія    | Е. Гелін, Ш. Дж. Бас                                   |
| 11795 Фредрікбрун (Fredrikbruhn)       | 1979 QM1             | 22 серпня 1979   | Обсерваторія Ла-Сілья       | Клаес-Інґвар Лаґерквіст                                |
| 11796 Ніренберг (Nirenberg)            | 1980 DS4             | 21 лютого 1980   | КрАО                        | Карачкіна Людмила Георгіївна                           |
| 11797 Ворел (Warell)                   | 1980 FV2             | 16 березня 1980  | Обсерваторія Ла-Сілья       | Клаес-Інґвар Лаґерквіст                                |
| 11798 Девідссон (Davidsson)            | 1980 FH5             | 16 березня 1980  | Обсерваторія Ла-Сілья       | Клаес-Інґвар Лаґерквіст                                |
| (11799) 1981 DG2                       | 1981 DG2             | 28 лютого 1981   | Обсерваторія Сайдинг-Спрінг | Ш. Дж. Бас                                             |
| (11800) 1981 DN2                       | 1981 DN2             | 28 лютого 1981   | Обсерваторія Сайдинг-Спрінг | Ш. Дж. Бас                                             |

| ← Астероїди 10001—20000 → |             |             |             |             |             |             |             |             |             |
| 10001—10100               | 11001—11100 | 12001—12100 | 13001—13100 | 14001—14100 | 15001—15100 | 16001—16100 | 17001—17100 | 18001—18100 | 19001—19100 |
| 10101—10200               | 11101—11200 | 12101—12200 | 13101—13200 | 14101—14200 | 15101—15200 | 16101—16200 | 17101—17200 | 18101—18200 | 19101—19200 |
| 10201—10300               | 11201—11300 | 12201—12300 | 13201—13300 | 14201—14300 | 15201—15300 | 16201—16300 | 17201—17300 | 18201—18300 | 19201—19300 |
| 10301—10400               | 11301—11400 | 12301—12400 | 13301—13400 | 14301—14400 | 15301—15400 | 16301—16400 | 17301—17400 | 18301—18400 | 19301—19400 |
| 10401—10500               | 11401—11500 | 12401—12500 | 13401—13500 | 14401—14500 | 15401—15500 | 16401—16500 | 17401—17500 | 18401—18500 | 19401—19500 |
| 10501—10600               | 11501—11600 | 12501—12600 | 13501—13600 | 14501—14600 | 15501—15600 | 16501—16600 | 17501—17600 | 18501—18600 | 19501—19600 |
| 10601—10700               | 11601—11700 | 12601—12700 | 13601—13700 | 14601—14700 | 15601—15700 | 16601—16700 | 17601—17700 | 18601—18700 | 19601—19700 |
| 10701—10800               | 11701—11800 | 12701—12800 | 13701—13800 | 14701—14800 | 15701—15800 | 16701—16800 | 17701—17800 | 18701—18800 | 19701—19800 |
| 10801—10900               | 11801—11900 | 12801—12900 | 13801—13900 | 14801—14900 | 15801—15900 | 16801—16900 | 17801—17900 | 18801—18900 | 19801—19900 |
| 10901—11000               | 11901—12000 | 12901—13000 | 13901—14000 | 14901—15000 | 15901—16000 | 16901—17000 | 17901—18000 | 18901—19000 | 19901—20000 |